# Hadjina chinensis
Hadjina chinensis är en fjärilsart som beskrevs av Hans Daniel Johan Wallengren 1860. Hadjina chinensis ingår i släktet Hadjina och familjen nattflyn. Inga underarter finns listade i Catalogue of Life.